# Nigel Patrick
Pour les articles homonymes, voir Patrick.
Nigel Patrick, né le 2 mai 1912 ou 2 mai 1913  à Clapham et mort le 21 septembre 1981 à Londres, est un acteur, réalisateur et scénariste britannique.

## Filmographie

### Acteur
- 1939 : Mrs Pym of Scotland Yard de Albert Ward
- 1948 : Conditions difficiles (Uneasy Terms) de Vernon Sewell
- 1948 : Spring in Park Lane de Herbert Wilcox
- 1948 : Silent Dust de  Lance Comfort
- 1948 : Noose de Edmond T. Greville
- 1949 : Jack of Diamonds de Vernon Sewell
- 1949 : The Perfect Woman de Bernard Knowles
- 1950 : Morning Departure de Roy Baker
- 1950 : Trio de Ken Annakin et Harold French
- 1951 : Pandora (Pandora and the Flying Dutchman) d'Albert Lewin : Stephen Cameron
- 1951 : The Browning Version de Anthony Asquith
- 1951 : Encore de Harold French
- 1951 : Young Wives Tale de Henry Cass
- 1952 : Who Goes There ? de Anthony Kimmins
- 1952 : Meet Me Tonight de Anthony Pelissier
- 1952 : Le Mur du son (The Sound Barrier) : Tony Garthwaite
- 1953 : The Pickwick Papers de Noel Langley
- 1953 : Grand National Night de Bob MacNaught
- 1954 : Forbidden Cargo de Harold French
- 1954 : The Sea Shall not Have Them de Lewis Gilbert
- 1955 : All for Mary de Wendy Toye
- 1955 : Hold-up en plein ciel (A Prize of Gold) de Mark Robson
- 1957 : Comment tuer un oncle à héritage (How to Murder a Rich Uncle) de Nigel Patrick : Henry
- 1957 : L'Arbre de vie (Raintree Country) d'Edward Dmytryk : Prof. Jerusalem Webstern Stiles
- 1958 : Signes particuliers : néant (The Man Inside) de John Gilling : Sam Carter
- 1959 : Cinq Secondes à vivre (Count Five and Die) de Victor Vicas
- 1959 : Opération Scotland Yard (Sapphire) de Basil Dearden : Superintendent Robert Hazard
- 1960 : Hold-up à Londres (The League of Gentlemen) de Basil Dearden : Major Peters Graham Race
- 1960 : The Trials of Oscar Wilde de Ken Hughes
- 1961 : Johnny Nobody de Nigel Patrick
- 1963 : L'Indic (The Informers) de Ken Annakin
- 1969 : La Bataille d'Angleterre (Battle of Britain) de Guy Hamilton : Group Capt. Hope
- 1969 : The Virgin Soldiers de John Dexter
- 1970 : L'Exécuteur (The Executioner) de Sam Wanamaker : le colonel Scott
- 1972 : Tales from the Crypt de Freddie Francis
- 1972 : The Great Waltz de Andrew L. Stone
- 1973 : Le Piège (The MacKintosh Man) de John Huston : Soames-Trevelyan

### Réalisateur
- 1957 : Comment tuer un oncle à héritage (How to Murder a Rich Uncle)
- 1961 : Johnny Nobody

### Scénariste
- 1949 : The Jack of Diamonds